# Andrej Vladimirovič Popov
Andrej Vladimirovič Popov (rusko Андрей Владимирович Попов), ruski etolog, predavatelj in akademik, * 24. oktober 1939, Sankt Peterburg, † 9. januar 2009.
Popov je deloval kot vodja oddelka za nevroetologijo žuželk Sečenovega inštituta za evolucijsko fiziologijo in biokemijo Ruske akademije znanosti v St. Petersburgu in bil dopisni član Slovenske akademije znanosti in umetnosti (od 7. junija 2001).